# Louis Orvoën
Louis Orvoën, né à Moëlan-sur-Mer le 9 décembre 1919 et mort dans cette même localité le 21 septembre 1994, est un homme politique français membre du Mouvement républicain populaire, successivement député, sénateur et président du Conseil Général du Finistère.

## Biographie
Né à Moëlan-sur-Mer dans le Finistère, Louis Orvoën étudie à l'école d'agriculture d'Angers où il obtient le diplôme d'ingénieur agricole. Il s'installe sur l'exploitation familiale, devient responsable à la JAC et s'investit à la chambre d'agriculture.

### Parlementaire
Après guerre, il fait partie des fondateurs du Mouvement républicain populaire et est, dès 1945, à 25 ans, candidat aux élections à la 1re Assemblée nationale constituante, en 5e position sur la liste finistérienne du MRP qui n'obtient que quatre élus.
De nouveau candidat lors des nouvelles élections organisées l'année suivante, il est élu le 2 juin 1946 au sein de la 2e Assemblée nationale constituante. Il se prononce en faveur du projet de nouvelle constitution qui donne naissance à la IVe République. Il est réélu le 10 novembre suivant lors des premières élections législatives de la nouvelle république. La liste du MRP ne plaçant que trois élus lors des élections de 1951, Louis Orvoën perd son mandat de député.
À nouveau battu lors d'une législative partielle en 1955, il retrouve son fauteuil en 1956 à l'occasion des élections visant à élire la 3e législature de la quatrième république.
Ayant soutenu l'arrivée au pouvoir du général de Gaulle à qui il vote la confiance puis les pleins pouvoirs, il approuve également la constitution de la Ve République.
Il est réélu député lors des trois premières législatures de la cinquième république en 1958, 1962 et 1967 dans huitième circonscription du Finistère (Quimperlé - Concarneau). Il est battu lors des élections organisées à la suite des évènements de mai 1968.
En 1971, il est élu sénateur du Finistère, poste qu'il conserve jusqu'en 1980 où il ne se représente pas.

### Élu local
En 1953, il intègre le conseil municipal de Moëlan-sur-mer. Il en devient maire en 1959 et est réélu en 1966, 1971 et 1977.
En 1958, il est élu conseiller général du canton de Pont-Aven. Il conserve son siège lors des élections de 1964, 1970, 1976 et 1982. En 1978, à la mort de son mentor, André Colin il accède à la présidence du conseil général du Finistère qu'il conserve jusqu'à son retrait en 1988.